# 王文 (明)
王 文（おう ぶん、洪武26年（1393年）- 天順元年1月22日（1457年2月16日））は、明代の官僚。字は千之。本貫は祁州束鹿県。

## 生涯
もとの名を強といった。永楽19年（1421年）、進士に及第した。監察御史に任じられた。廉潔を持して法を奉じ、都御史の顧佐に称賛された。宣徳10年（1435年）、宣徳帝の命を受けて彰徳府の張普祥の宗教反乱の処断にあたった。北京に帰って帝に報告すると、文の名を賜った。
英宗が即位すると、王文は陝西按察使に転じた。父が死去したため、王文は辞職して喪に服したが、起用されて事務をみることになった。正統3年（1438年）1月、右副都御史に抜擢され、巡撫寧夏をつとめた。正統5年（1440年）、北京に召還されて、大理寺卿となった。正統6年（1441年）、刑部侍郎の何文淵とともに北京の刑事裁判を監督した。6月、右都御史に転じた。正統9年（1444年）、王文は延綏・寧夏に出向して辺境の事務を監察した。辺境の軍営で紀律を失っていた都督僉事の王禎や都督同知の黄真らの罪を弾劾した。翌年、陳鎰に代わって陝西に駐屯した。平涼府・臨洮府・鞏昌府で飢饉が発生したため、王文は租税を免除するよう上奏した。ほどなく左都御史に進んだ。
景泰元年（1450年）、王文は北京に召還されて都察院の事務を管掌した。陳鎰とともに給事中の林聡らに弾劾され、獄に下されたが、罪を許された。景泰2年（1451年）6月、王文は学士の江淵の罷免を求めたが、聞き入れられなかった。
景泰3年（1452年）春、王文は太子太保の位を加えられた。陳鎰に代わって陝西に赴任することになったが、御史たちがこれを引き留める上奏をおこなったため、代わって侍郎の耿九疇が赴くことになった。南京で地震が起こり、江北と淮北で洪水の被害が出たことから、王文は巡視を命じられた。南京の九卿たちとともに軍民の便宜九事を上書した。また徐州と淮安府の飢饉が深刻なことから、現地の官倉の穀物を放出し、南京の余剰備蓄を現地に輸送して不足を補うよう言上した。いずれも許可された。
10月、高穀の推挙により、北京に召還され、吏部尚書に転じ、翰林院学士を兼ね、文淵閣に宿直した。二品の大臣が入閣したのは初めてのことであった。ほどなく母が死去したため、辞職して喪に服したが、起用されて閣務をみることになった。
景泰5年（1454年）3月、長江と淮河で洪水が発生し、王文は巡視を命じられた。王文は戸部による米の徴収を停止させ、官倉を開いて飢民に食糧を振恤した。長洲県の盗賊の許道師ら200人を捕らえた。北京に召還されて少保に進み、東閣大学士を兼ねた。東閣大学士を兼ねたまま、さらに謹身殿大学士に進んだ。
景泰7年（1456年）、景泰帝が病床に臥せると、群臣たちは沂王朱見深を皇太子に復位させようとしたが、王文はこれに反対した。このため王文は宦官の王誠らとともに襄王朱瞻墡の世子を皇太子に迎えようとしているとみなされた。
天順元年（1457年）、奪門の変で英宗が復位すると、王文はその日のうちに班内で于謙とともに捕らえられた。外藩の王を皇帝に擁立しようと図ったと弾劾され、于謙とともに市で斬られた。王文の息子たちは一兵士として辺境に流された。成化初年、息子たちは赦されて北京に帰った。王文は名誉を回復されて、官爵をもどされ、太保の位を追贈された。諡は毅愍といった。